# شهرستان آیه‌گوز
شهرستان آیه‌گوز (به قزاقی: Аягөз ауданы، اياگوز اۋدانى) یک منطقهٔ مسکونی در قزاقستان است که در استان آبای واقع شده‌است. شهرستان آیه‌گوز ۴۹٬۵۸۸ کیلومتر مربع مساحت و ۳۵٬۸۶۶ نفر جمعیت دارد.